# Tobzosfarkúgyík-félék

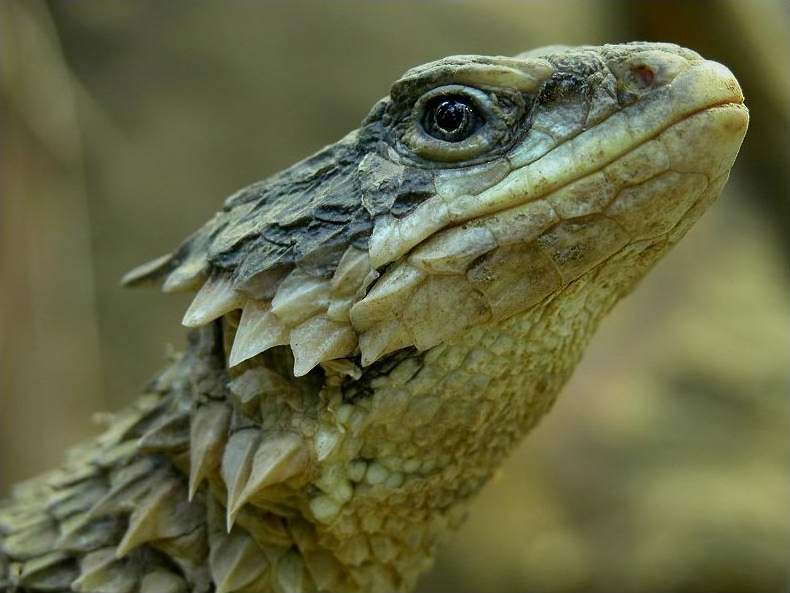
Cordylus giganteus

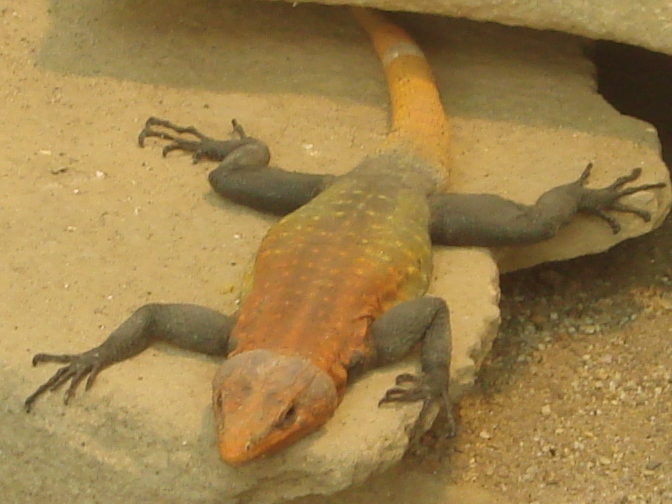
Platysaurus imperator

A tobzosfarkúgyík-félék (Cordylidae) a hüllők (Reptilia) osztályába, a pikkelyes hüllők (Squamata) rendjébe és a vakondgyíkalakúak (Scincomorpha) alrendjébe tartozó család.

## Rendszerezés
A családba 3 nem és 55 faj tartozik.
- Chamaesaura – 3 faj
  - Chamaesaura aenea
  - Chamaesaura anguina
  - Chamaesaura macrolepis

- Cordylus – 37 faj
  - Cordylus angolensis
  - Cordylus aridus
  - Cordylus beraduccii
  - Cordylus campbelli
  - Cordylus capensis
  - Armadilló-gyík (Cordylus cataphractus)
  - Cordylus cloetei
  - Cordylus coeruleopunctatus
  - kis tobzosfarkú gyík (Cordylus cordylus)
  - óriás tobzosfarkú gyík (Smaug giganteus)
  - Cordylus imkeae
  - Cordylus jonesii
  - Cordylus jordani
  - Cordylus langi
  - Cordylus lawrenci
  - Cordylus macropholis
  - Cordylus mclachlani
  - Cordylus meculae
  - Cordylus melanotus
  - Cordylus microlepidotus
  - Cordylus minor
  - Cordylus namaquensis
  - Cordylus nebulosus
  - Cordylus niger
  - Cordylus nyikae
  - Cordylus oelofseni
  - Cordylus peersi
  - Cordylus polyzonus
  - Cordylus pustulatus
  - Cordylus rhodesianus
  - Cordylus rivae
  - Cordylus spinosus
  - Cordylus tasmani
  - tobzosfarkú gyík (Cordylus tropidosternum)
  - Cordylus ukingensis
  - Cordylus vittifer
  - Cordylus warreni

- Platysaurus – 15 faj
  - Platysaurus broadleyi
  - Platysaurus capensis
  - Platysaurus guttatus
  - Platysaurus imperator
  - Platysaurus intermedius
  - Platysaurus lebomboensis
  - Platysaurus maculatus
  - Platysaurus minor
  - Platysaurus mitchelli
  - Platysaurus monotropis
  - Platysaurus ocellatus
  - Platysaurus orientalis
  - afrikai laposgyík (Platysaurus pungweensis)
  - Platysaurus relictus
  - Platysaurus torquatus

## Külső hivatkozás
- Képek az interneten a Pygopodidae családról